# Rudolf Schou
Rudolf Jacob Schou (født 27. april 1862 i København, død 23. januar 1915 i London, hvortil han var rejst for at søge udvirket lettelser for foderstofindførselen til Danmark under 1. verdenskrig) var en dansk landøkonom, bror til Einar, Erik og Hans Henrik Schou.
Schou blev landbrugskandidat 1885, var derefter bestyrer og senere forpagter af Gl. Antvorskov Teglværk og ledede samtidig et dertil knyttet mindre landbrug, blev sekretær i Landhusholdningsselskabet fra 1. januar 1894 til 31. december 1898 og ansattes derefter, efter kaptajn J.C. la Cours død, som Landbrugsministeriets tilsynsførende med landbrugets udførselsforhold, i hvilken stilling han virkede energisk for at få gennemført en betryggende kontrol med landbrugets eksportartikler.
Som medlem af komiteen for Danmarks deltagelse i verdensudstillingen i Paris 1900 udgav Schou med understøttelse af Carlsbergfondet et stort værk på dansk og fransk om Landbruget i Danmark, og året efter på Landbrugsministeriets foranstaltning Bestemmelser vedrørende Indførsel af danske Landbrugsprodukter, særlig til europ. Hovedlande. Han redigerede Tidsskrift for Landøkonomi 1899-1905 og var formand i Dansk Eksportforening 1901-09.
Han var Ridder af Dannebrog og Dannebrogsmand. Han er begravet på Garnisons Kirkegård.